# Get Close
Get Close è il quarto album del gruppo The Pretenders, pubblicato nel 1986 dalla Sire Records.
In questo album, il bassista Malcolm Foster viene sostituito da T.M. Stevens, e il batterista Martin Chambers viene sostituito da Blair Cunningham.
È stato ristampato nel 2007 con sei bonus track, tra cui alcune in versione live, una in versione remix e altre in versione alternativa.

## Tracce
1. My Baby (Chrissie Hynde) - 4:07
2. When I Change My Life (Hynde) - 3:38
3. Light of the Moon (Carlos Alomar, Genevieve Gazon, Wayne Ragland) - 3:57
4. Dance! (Hynde) - 6:46
5. Tradition of Love (Hynde) - 5:27
6. Don't Get Me Wrong (Hynde) - 3:46
7. I Remember You (Hynde) - 2:38
8. How Much Did You Get for Your Soul? (Hynde) - 3:48
9. Chill Factor (Hynde) - 3:27
10. Hymn to Her (Meg Keene) - 4:58
11. Room Full of Mirrors (Jimi Hendrix) - 4:44

Bonus track ristampa 2007
1. Hold a Candle to this (Alternate Version) (Hynde) - 3:44
2. World Within Worlds (Hynde) - 3:47
3. Tradition of Love (Remix) (Hynde) - 6:13
4. Dance (Take 1) (Hynde) - 5:06
5. Don't Get Me Wrong (Hynde) - 3:49 (live)
6. Thumbelina (Hynde) - 5:01 (live)

## Formazione
- Chrissie Hynde – voce, chitarra
- Robbie McIntosh – chitarra, tastiere
- T.M. Stevens – basso
- Blair Cunningham – batteria